# Drosophila hydroessa
Drosophila hydroessa este o specie de muște din genul Drosophila, familia Drosophilidae, descrisă de Bachli și Tsacas în anul 2005.
Este endemică în Tanzania. Conform Catalogue of Life specia Drosophila hydroessa nu are subspecii cunoscute.